# Ярмолик, Вячеслав Николаевич
Ярмолик Вячеслав Николаевич (род. 23 октября 1951, Снов, Барановичская область) — советский и белорусский ученый в области вычислительной техники и информатики, профессор, доктор технических наук.

## Биография
Окончил Минский радиотехнический институт (МРТИ) в 1973 г., в настоящее время — Белорусский государственный университет информатики и радиоэлектроники (БГУИР). С 1973 года работает в МРТИ (БГУИР). В 1979 г. под руководством А. Е. Леусенко защитил кандидатскую диссертацию, а в 1990 г. под его же руководством защитил докторскую диссертацию. Этапы его трудовой деятельности связаны с факультетом компьютерных систем и сетей и кафедрой электронных вычислительных машин (ЭВМ). В 1980—1990 гг. являлся доцентом, в 1990—1994 г. — профессором кафедры электронных вычислительных машин. С 1994 по 2001 г. — заведующий кафедрой программного обеспечения информационных технологий, с 2001 — профессор этой же кафедры. В 1980 году В. Н. Ярмолику присвоена учёная степень кандидата технических наук. В 1982 году ему присвоено учёное звание доцента. В 1990 году — присвоена учёная степень доктора технических наук, а в 1992 году — учёное звание профессора. В 2019 г. избран Почетным профессором БГУИР.

## Научная деятельность
Начиная с 1986 года, он участвует в совместных исследованиях по грантам крупнейших научно-исследовательских и учебных центров таких стран, как Великобритания, Германия, США, Франция и Польша. Принимает участие в работе международных конференций, приглашается для чтения лекций и семинаров в учебные и научно-исследовательские центры Европы и Америки. Ярмолик В. Н. являлся членом организационных комитетов и международных симпозиумов по тестовому диагностированию вычислительных систем, рецензентом научных и технических журналов, включая журналы IEE, IEEE. Ярмолик В. Н. более 20 лет является председателем специализированного совета Д 02.15.04 по защите кандидатских и докторских диссертаций при БГУИР, а также входит в состав редакционных советов отечественных и зарубежных периодических научных изданий и журналов.

### Звания и должности
- 1980—1990 гг. доцент кафедры электронных вычислительных машин
- 1990—1994 гг. профессор кафедры электронных вычислительных машин
- 1994—2001 гг. заведующий кафедрой программного обеспечения информационных технологий
- с 2001 г. профессор кафедры программного обеспечения информационных технологий
- 1980 г. учёная степень кандидат технических наук
- 1982 г. учёное звание доцента
- 1990 г. учёная степень доктора технических наук
- 1992 г. учёное звание профессора
- 2019 г. Почетный профессор БГУИР

### Научное направление
Его научные интересы связаны с тестированием и диагностированием средств вычислительных систем, проектированием самотестируемых встроенных систем и систем на кристалле, синтезом контролепригодных вычислительных систем с низким энергопотреблением, системами защиты авторского права для программного обеспечения и аппаратных средств вычислительных систем, физической криптографией, стеганографией и современной обфускацией.
Ярмолик В. Н. — автор 17 монографий и одного учебного пособия, им получено 72 авторских свидетельства на изобретения, опубликовано более 400 научных работ, в том числе большое количество тезисов докладов на конференциях разного уровня, включая международные конференции. Под его научным руководством защищены 4 докторские диссертации и более 20 кандидатских диссертаций.

### Достижения
Опубликовано свыше 400 научных работ. Индекс Хирша равен 22, по данным Академии Google.

### Монографии
1. Ярмолик В. Н., Демиденко С. Н. Генерирование и применение псевдослучайных сигналов в системах испытаний и контроля. — Минск: Наука и техника, 1986. — 198 с.
2. Yarmolik V. N., Demidenko S. N. Generation and Application of Pseudorandom Sequences for Random Testing. — New York, USA: John Wiley & Sons, Inc., 1988. — 176 с. — ISBN 978-0471919995.
3. Ярмолик В. Н. Контроль и диагностика цифровых устройств ЭВМ. — Минск: Наука и техника, 1988. — 240 с. — ISBN 3-343-00227-7.
4. Yarmolik V. N. Fault Diagnosis of Digital Circuits. — John Wiley & Sons Inc, 1990. — 206 с. — ISBN 978-0471926801.
5. Скляров В. А., Новиков С. В., Ярмолик В. Н. Автоматизация проектирования ЭВМ. — Минск: Вышэйшая школа, 1990. — 350 с. — ISBN 5-339-00345-0.
6. Yarmolik V. N., Kachan I. V. Self-Testing VLSI Design. — Elsevier Science, 1993. — 358 с. — ISBN 978-0444896407.
7. Ярмолик В. Н., Калоша Е. П., Быков Ю. В., Климец Ю. В., Иванюк А. А. Проектирование самотестируемых СБИС: научная монография в двух томах Том 1. — Минск: БГУИР, 2001. — 159 с. — ISBN 985-444-235-7 т. 1.
8. Ярмолик В. Н., Калоша Е. П., Быков Ю. В., Климец Ю. В., Иванюк А. А. Проектирование самотестируемых СБИС: научная монография в двух томах Том 2. — Минск: БГУИР, 2001. — 163 с. — ISBN 985-444-235-7 т. 2.
9. Мурашко И. А., Ярмолик В. Н. Методы минимизации энергопотребления при самотестировании цифровых устройств. — Минск: Бестпринт, 2004. — 188 с. — ISBN 985-6722-99-3.
10. Ярмолик В. Н., Мурашко И. А., Куммерт А., Иванюк А. А. Неразрушающее тестирование запоминающих устройств. — Минск: Бестпринт, 2005. — 230 с. — ISBN 985-6767-20-2.
11. Иванюк А. А., Ярмолик В. Н. Проектирование контролепригодных цифровых устройств. — Минск: Бестпринт, 2006. — 295 с. — ISBN 985-6767-66-0.
12. Ярмолик В. Н., Портянко С. С., Ярмолик С. В. Криптография, стеганография и охрана авторского права. — Минск: Издательский центр Белорусского государственного университета, 2007. — 240 с. — ISBN 978-985-476-553-2.
13. Mrozek I., Yarmolik V. N. Problemu Funkcjonalnego Testowania Pamieci RAM. — Bialystok: Oficyna Wydawnicza Politechniki Bialostockiej, 2009. — 264 с.
14. Ярмолик С. В., Занкович А. П., Иванюк А. А. Маршевые тесты для самотестирования ОЗУ. Под общей редакцией профессора В. Н. Ярмолика. — Минск: Издательский центр БГУ, 2009. — 270 с. — ISBN 978-985-476-707-9.
15. Ярмолик Светлана, Занкович Артем, Иванюк Александр. Маршевые тесты для самотестирования ОЗУ. Под общей редакцией профессора В.Н. Ярмолика. — Saarbrucken, Germany: LAP LAMBERT Academic Publishing, 2012. — 302 с. — ISBN 978-985-476-553-2.
16. Мурашко Игорь, Ярмолик Вячеслав. Встроенное самотестирование Методы минимизации энергопотребления. — Saarbrucken, Germany: LAP LAMBERT Academic Publishing, 2012. — 348 с. — ISBN 3659142840.
17. Ярмолик В. Н. Контроль и диагностика вычислительных систем. — Минск: Бестпринт, 2019. — 387 с. — ISBN 978-985-90509-5-4.
18. Ярмолик В. Н. Тестирование вычислительных систем. — Beau Bassin, Mauritius: LAP LAMBERT Academic Publishing, 2020. — 397 с. — ISBN 978-620-2-55378-0.